# Meio-jogo
|   | a | b | c | d | e | f | g | h |   |
| 8 | a8 preto torre · d8 preto rainha · h8 preto rei · a7 preto peão · b7 preto cavalo · e7 preto bispo · f7 preto peão · g7 preto torre · h7 preto peão · e6 preto peão · f6 branco cavalo · g6 preto peão · c5 preto peão · e5 branco peão · f5 preto bispo · g5 branco rainha · d4 preto peão · f4 branco peão · f3 branco cavalo · g3 branco torre · a2 branco peão · b2 branco peão · c2 branco peão · g2 branco peão · h2 branco peão · c1 branco bispo · f1 branco torre · g1 branco rei | a8 preto torre · d8 preto rainha · h8 preto rei · a7 preto peão · b7 preto cavalo · e7 preto bispo · f7 preto peão · g7 preto torre · h7 preto peão · e6 preto peão · f6 branco cavalo · g6 preto peão · c5 preto peão · e5 branco peão · f5 preto bispo · g5 branco rainha · d4 preto peão · f4 branco peão · f3 branco cavalo · g3 branco torre · a2 branco peão · b2 branco peão · c2 branco peão · g2 branco peão · h2 branco peão · c1 branco bispo · f1 branco torre · g1 branco rei | a8 preto torre · d8 preto rainha · h8 preto rei · a7 preto peão · b7 preto cavalo · e7 preto bispo · f7 preto peão · g7 preto torre · h7 preto peão · e6 preto peão · f6 branco cavalo · g6 preto peão · c5 preto peão · e5 branco peão · f5 preto bispo · g5 branco rainha · d4 preto peão · f4 branco peão · f3 branco cavalo · g3 branco torre · a2 branco peão · b2 branco peão · c2 branco peão · g2 branco peão · h2 branco peão · c1 branco bispo · f1 branco torre · g1 branco rei | a8 preto torre · d8 preto rainha · h8 preto rei · a7 preto peão · b7 preto cavalo · e7 preto bispo · f7 preto peão · g7 preto torre · h7 preto peão · e6 preto peão · f6 branco cavalo · g6 preto peão · c5 preto peão · e5 branco peão · f5 preto bispo · g5 branco rainha · d4 preto peão · f4 branco peão · f3 branco cavalo · g3 branco torre · a2 branco peão · b2 branco peão · c2 branco peão · g2 branco peão · h2 branco peão · c1 branco bispo · f1 branco torre · g1 branco rei | a8 preto torre · d8 preto rainha · h8 preto rei · a7 preto peão · b7 preto cavalo · e7 preto bispo · f7 preto peão · g7 preto torre · h7 preto peão · e6 preto peão · f6 branco cavalo · g6 preto peão · c5 preto peão · e5 branco peão · f5 preto bispo · g5 branco rainha · d4 preto peão · f4 branco peão · f3 branco cavalo · g3 branco torre · a2 branco peão · b2 branco peão · c2 branco peão · g2 branco peão · h2 branco peão · c1 branco bispo · f1 branco torre · g1 branco rei | a8 preto torre · d8 preto rainha · h8 preto rei · a7 preto peão · b7 preto cavalo · e7 preto bispo · f7 preto peão · g7 preto torre · h7 preto peão · e6 preto peão · f6 branco cavalo · g6 preto peão · c5 preto peão · e5 branco peão · f5 preto bispo · g5 branco rainha · d4 preto peão · f4 branco peão · f3 branco cavalo · g3 branco torre · a2 branco peão · b2 branco peão · c2 branco peão · g2 branco peão · h2 branco peão · c1 branco bispo · f1 branco torre · g1 branco rei | a8 preto torre · d8 preto rainha · h8 preto rei · a7 preto peão · b7 preto cavalo · e7 preto bispo · f7 preto peão · g7 preto torre · h7 preto peão · e6 preto peão · f6 branco cavalo · g6 preto peão · c5 preto peão · e5 branco peão · f5 preto bispo · g5 branco rainha · d4 preto peão · f4 branco peão · f3 branco cavalo · g3 branco torre · a2 branco peão · b2 branco peão · c2 branco peão · g2 branco peão · h2 branco peão · c1 branco bispo · f1 branco torre · g1 branco rei | a8 preto torre · d8 preto rainha · h8 preto rei · a7 preto peão · b7 preto cavalo · e7 preto bispo · f7 preto peão · g7 preto torre · h7 preto peão · e6 preto peão · f6 branco cavalo · g6 preto peão · c5 preto peão · e5 branco peão · f5 preto bispo · g5 branco rainha · d4 preto peão · f4 branco peão · f3 branco cavalo · g3 branco torre · a2 branco peão · b2 branco peão · c2 branco peão · g2 branco peão · h2 branco peão · c1 branco bispo · f1 branco torre · g1 branco rei | 8 |
| 7 | a8 preto torre · d8 preto rainha · h8 preto rei · a7 preto peão · b7 preto cavalo · e7 preto bispo · f7 preto peão · g7 preto torre · h7 preto peão · e6 preto peão · f6 branco cavalo · g6 preto peão · c5 preto peão · e5 branco peão · f5 preto bispo · g5 branco rainha · d4 preto peão · f4 branco peão · f3 branco cavalo · g3 branco torre · a2 branco peão · b2 branco peão · c2 branco peão · g2 branco peão · h2 branco peão · c1 branco bispo · f1 branco torre · g1 branco rei | a8 preto torre · d8 preto rainha · h8 preto rei · a7 preto peão · b7 preto cavalo · e7 preto bispo · f7 preto peão · g7 preto torre · h7 preto peão · e6 preto peão · f6 branco cavalo · g6 preto peão · c5 preto peão · e5 branco peão · f5 preto bispo · g5 branco rainha · d4 preto peão · f4 branco peão · f3 branco cavalo · g3 branco torre · a2 branco peão · b2 branco peão · c2 branco peão · g2 branco peão · h2 branco peão · c1 branco bispo · f1 branco torre · g1 branco rei | a8 preto torre · d8 preto rainha · h8 preto rei · a7 preto peão · b7 preto cavalo · e7 preto bispo · f7 preto peão · g7 preto torre · h7 preto peão · e6 preto peão · f6 branco cavalo · g6 preto peão · c5 preto peão · e5 branco peão · f5 preto bispo · g5 branco rainha · d4 preto peão · f4 branco peão · f3 branco cavalo · g3 branco torre · a2 branco peão · b2 branco peão · c2 branco peão · g2 branco peão · h2 branco peão · c1 branco bispo · f1 branco torre · g1 branco rei | a8 preto torre · d8 preto rainha · h8 preto rei · a7 preto peão · b7 preto cavalo · e7 preto bispo · f7 preto peão · g7 preto torre · h7 preto peão · e6 preto peão · f6 branco cavalo · g6 preto peão · c5 preto peão · e5 branco peão · f5 preto bispo · g5 branco rainha · d4 preto peão · f4 branco peão · f3 branco cavalo · g3 branco torre · a2 branco peão · b2 branco peão · c2 branco peão · g2 branco peão · h2 branco peão · c1 branco bispo · f1 branco torre · g1 branco rei | a8 preto torre · d8 preto rainha · h8 preto rei · a7 preto peão · b7 preto cavalo · e7 preto bispo · f7 preto peão · g7 preto torre · h7 preto peão · e6 preto peão · f6 branco cavalo · g6 preto peão · c5 preto peão · e5 branco peão · f5 preto bispo · g5 branco rainha · d4 preto peão · f4 branco peão · f3 branco cavalo · g3 branco torre · a2 branco peão · b2 branco peão · c2 branco peão · g2 branco peão · h2 branco peão · c1 branco bispo · f1 branco torre · g1 branco rei | a8 preto torre · d8 preto rainha · h8 preto rei · a7 preto peão · b7 preto cavalo · e7 preto bispo · f7 preto peão · g7 preto torre · h7 preto peão · e6 preto peão · f6 branco cavalo · g6 preto peão · c5 preto peão · e5 branco peão · f5 preto bispo · g5 branco rainha · d4 preto peão · f4 branco peão · f3 branco cavalo · g3 branco torre · a2 branco peão · b2 branco peão · c2 branco peão · g2 branco peão · h2 branco peão · c1 branco bispo · f1 branco torre · g1 branco rei | a8 preto torre · d8 preto rainha · h8 preto rei · a7 preto peão · b7 preto cavalo · e7 preto bispo · f7 preto peão · g7 preto torre · h7 preto peão · e6 preto peão · f6 branco cavalo · g6 preto peão · c5 preto peão · e5 branco peão · f5 preto bispo · g5 branco rainha · d4 preto peão · f4 branco peão · f3 branco cavalo · g3 branco torre · a2 branco peão · b2 branco peão · c2 branco peão · g2 branco peão · h2 branco peão · c1 branco bispo · f1 branco torre · g1 branco rei | a8 preto torre · d8 preto rainha · h8 preto rei · a7 preto peão · b7 preto cavalo · e7 preto bispo · f7 preto peão · g7 preto torre · h7 preto peão · e6 preto peão · f6 branco cavalo · g6 preto peão · c5 preto peão · e5 branco peão · f5 preto bispo · g5 branco rainha · d4 preto peão · f4 branco peão · f3 branco cavalo · g3 branco torre · a2 branco peão · b2 branco peão · c2 branco peão · g2 branco peão · h2 branco peão · c1 branco bispo · f1 branco torre · g1 branco rei | 7 |
| 6 | a8 preto torre · d8 preto rainha · h8 preto rei · a7 preto peão · b7 preto cavalo · e7 preto bispo · f7 preto peão · g7 preto torre · h7 preto peão · e6 preto peão · f6 branco cavalo · g6 preto peão · c5 preto peão · e5 branco peão · f5 preto bispo · g5 branco rainha · d4 preto peão · f4 branco peão · f3 branco cavalo · g3 branco torre · a2 branco peão · b2 branco peão · c2 branco peão · g2 branco peão · h2 branco peão · c1 branco bispo · f1 branco torre · g1 branco rei | a8 preto torre · d8 preto rainha · h8 preto rei · a7 preto peão · b7 preto cavalo · e7 preto bispo · f7 preto peão · g7 preto torre · h7 preto peão · e6 preto peão · f6 branco cavalo · g6 preto peão · c5 preto peão · e5 branco peão · f5 preto bispo · g5 branco rainha · d4 preto peão · f4 branco peão · f3 branco cavalo · g3 branco torre · a2 branco peão · b2 branco peão · c2 branco peão · g2 branco peão · h2 branco peão · c1 branco bispo · f1 branco torre · g1 branco rei | a8 preto torre · d8 preto rainha · h8 preto rei · a7 preto peão · b7 preto cavalo · e7 preto bispo · f7 preto peão · g7 preto torre · h7 preto peão · e6 preto peão · f6 branco cavalo · g6 preto peão · c5 preto peão · e5 branco peão · f5 preto bispo · g5 branco rainha · d4 preto peão · f4 branco peão · f3 branco cavalo · g3 branco torre · a2 branco peão · b2 branco peão · c2 branco peão · g2 branco peão · h2 branco peão · c1 branco bispo · f1 branco torre · g1 branco rei | a8 preto torre · d8 preto rainha · h8 preto rei · a7 preto peão · b7 preto cavalo · e7 preto bispo · f7 preto peão · g7 preto torre · h7 preto peão · e6 preto peão · f6 branco cavalo · g6 preto peão · c5 preto peão · e5 branco peão · f5 preto bispo · g5 branco rainha · d4 preto peão · f4 branco peão · f3 branco cavalo · g3 branco torre · a2 branco peão · b2 branco peão · c2 branco peão · g2 branco peão · h2 branco peão · c1 branco bispo · f1 branco torre · g1 branco rei | a8 preto torre · d8 preto rainha · h8 preto rei · a7 preto peão · b7 preto cavalo · e7 preto bispo · f7 preto peão · g7 preto torre · h7 preto peão · e6 preto peão · f6 branco cavalo · g6 preto peão · c5 preto peão · e5 branco peão · f5 preto bispo · g5 branco rainha · d4 preto peão · f4 branco peão · f3 branco cavalo · g3 branco torre · a2 branco peão · b2 branco peão · c2 branco peão · g2 branco peão · h2 branco peão · c1 branco bispo · f1 branco torre · g1 branco rei | a8 preto torre · d8 preto rainha · h8 preto rei · a7 preto peão · b7 preto cavalo · e7 preto bispo · f7 preto peão · g7 preto torre · h7 preto peão · e6 preto peão · f6 branco cavalo · g6 preto peão · c5 preto peão · e5 branco peão · f5 preto bispo · g5 branco rainha · d4 preto peão · f4 branco peão · f3 branco cavalo · g3 branco torre · a2 branco peão · b2 branco peão · c2 branco peão · g2 branco peão · h2 branco peão · c1 branco bispo · f1 branco torre · g1 branco rei | a8 preto torre · d8 preto rainha · h8 preto rei · a7 preto peão · b7 preto cavalo · e7 preto bispo · f7 preto peão · g7 preto torre · h7 preto peão · e6 preto peão · f6 branco cavalo · g6 preto peão · c5 preto peão · e5 branco peão · f5 preto bispo · g5 branco rainha · d4 preto peão · f4 branco peão · f3 branco cavalo · g3 branco torre · a2 branco peão · b2 branco peão · c2 branco peão · g2 branco peão · h2 branco peão · c1 branco bispo · f1 branco torre · g1 branco rei | a8 preto torre · d8 preto rainha · h8 preto rei · a7 preto peão · b7 preto cavalo · e7 preto bispo · f7 preto peão · g7 preto torre · h7 preto peão · e6 preto peão · f6 branco cavalo · g6 preto peão · c5 preto peão · e5 branco peão · f5 preto bispo · g5 branco rainha · d4 preto peão · f4 branco peão · f3 branco cavalo · g3 branco torre · a2 branco peão · b2 branco peão · c2 branco peão · g2 branco peão · h2 branco peão · c1 branco bispo · f1 branco torre · g1 branco rei | 6 |
| 5 | a8 preto torre · d8 preto rainha · h8 preto rei · a7 preto peão · b7 preto cavalo · e7 preto bispo · f7 preto peão · g7 preto torre · h7 preto peão · e6 preto peão · f6 branco cavalo · g6 preto peão · c5 preto peão · e5 branco peão · f5 preto bispo · g5 branco rainha · d4 preto peão · f4 branco peão · f3 branco cavalo · g3 branco torre · a2 branco peão · b2 branco peão · c2 branco peão · g2 branco peão · h2 branco peão · c1 branco bispo · f1 branco torre · g1 branco rei | a8 preto torre · d8 preto rainha · h8 preto rei · a7 preto peão · b7 preto cavalo · e7 preto bispo · f7 preto peão · g7 preto torre · h7 preto peão · e6 preto peão · f6 branco cavalo · g6 preto peão · c5 preto peão · e5 branco peão · f5 preto bispo · g5 branco rainha · d4 preto peão · f4 branco peão · f3 branco cavalo · g3 branco torre · a2 branco peão · b2 branco peão · c2 branco peão · g2 branco peão · h2 branco peão · c1 branco bispo · f1 branco torre · g1 branco rei | a8 preto torre · d8 preto rainha · h8 preto rei · a7 preto peão · b7 preto cavalo · e7 preto bispo · f7 preto peão · g7 preto torre · h7 preto peão · e6 preto peão · f6 branco cavalo · g6 preto peão · c5 preto peão · e5 branco peão · f5 preto bispo · g5 branco rainha · d4 preto peão · f4 branco peão · f3 branco cavalo · g3 branco torre · a2 branco peão · b2 branco peão · c2 branco peão · g2 branco peão · h2 branco peão · c1 branco bispo · f1 branco torre · g1 branco rei | a8 preto torre · d8 preto rainha · h8 preto rei · a7 preto peão · b7 preto cavalo · e7 preto bispo · f7 preto peão · g7 preto torre · h7 preto peão · e6 preto peão · f6 branco cavalo · g6 preto peão · c5 preto peão · e5 branco peão · f5 preto bispo · g5 branco rainha · d4 preto peão · f4 branco peão · f3 branco cavalo · g3 branco torre · a2 branco peão · b2 branco peão · c2 branco peão · g2 branco peão · h2 branco peão · c1 branco bispo · f1 branco torre · g1 branco rei | a8 preto torre · d8 preto rainha · h8 preto rei · a7 preto peão · b7 preto cavalo · e7 preto bispo · f7 preto peão · g7 preto torre · h7 preto peão · e6 preto peão · f6 branco cavalo · g6 preto peão · c5 preto peão · e5 branco peão · f5 preto bispo · g5 branco rainha · d4 preto peão · f4 branco peão · f3 branco cavalo · g3 branco torre · a2 branco peão · b2 branco peão · c2 branco peão · g2 branco peão · h2 branco peão · c1 branco bispo · f1 branco torre · g1 branco rei | a8 preto torre · d8 preto rainha · h8 preto rei · a7 preto peão · b7 preto cavalo · e7 preto bispo · f7 preto peão · g7 preto torre · h7 preto peão · e6 preto peão · f6 branco cavalo · g6 preto peão · c5 preto peão · e5 branco peão · f5 preto bispo · g5 branco rainha · d4 preto peão · f4 branco peão · f3 branco cavalo · g3 branco torre · a2 branco peão · b2 branco peão · c2 branco peão · g2 branco peão · h2 branco peão · c1 branco bispo · f1 branco torre · g1 branco rei | a8 preto torre · d8 preto rainha · h8 preto rei · a7 preto peão · b7 preto cavalo · e7 preto bispo · f7 preto peão · g7 preto torre · h7 preto peão · e6 preto peão · f6 branco cavalo · g6 preto peão · c5 preto peão · e5 branco peão · f5 preto bispo · g5 branco rainha · d4 preto peão · f4 branco peão · f3 branco cavalo · g3 branco torre · a2 branco peão · b2 branco peão · c2 branco peão · g2 branco peão · h2 branco peão · c1 branco bispo · f1 branco torre · g1 branco rei | a8 preto torre · d8 preto rainha · h8 preto rei · a7 preto peão · b7 preto cavalo · e7 preto bispo · f7 preto peão · g7 preto torre · h7 preto peão · e6 preto peão · f6 branco cavalo · g6 preto peão · c5 preto peão · e5 branco peão · f5 preto bispo · g5 branco rainha · d4 preto peão · f4 branco peão · f3 branco cavalo · g3 branco torre · a2 branco peão · b2 branco peão · c2 branco peão · g2 branco peão · h2 branco peão · c1 branco bispo · f1 branco torre · g1 branco rei | 5 |
| 4 | a8 preto torre · d8 preto rainha · h8 preto rei · a7 preto peão · b7 preto cavalo · e7 preto bispo · f7 preto peão · g7 preto torre · h7 preto peão · e6 preto peão · f6 branco cavalo · g6 preto peão · c5 preto peão · e5 branco peão · f5 preto bispo · g5 branco rainha · d4 preto peão · f4 branco peão · f3 branco cavalo · g3 branco torre · a2 branco peão · b2 branco peão · c2 branco peão · g2 branco peão · h2 branco peão · c1 branco bispo · f1 branco torre · g1 branco rei | a8 preto torre · d8 preto rainha · h8 preto rei · a7 preto peão · b7 preto cavalo · e7 preto bispo · f7 preto peão · g7 preto torre · h7 preto peão · e6 preto peão · f6 branco cavalo · g6 preto peão · c5 preto peão · e5 branco peão · f5 preto bispo · g5 branco rainha · d4 preto peão · f4 branco peão · f3 branco cavalo · g3 branco torre · a2 branco peão · b2 branco peão · c2 branco peão · g2 branco peão · h2 branco peão · c1 branco bispo · f1 branco torre · g1 branco rei | a8 preto torre · d8 preto rainha · h8 preto rei · a7 preto peão · b7 preto cavalo · e7 preto bispo · f7 preto peão · g7 preto torre · h7 preto peão · e6 preto peão · f6 branco cavalo · g6 preto peão · c5 preto peão · e5 branco peão · f5 preto bispo · g5 branco rainha · d4 preto peão · f4 branco peão · f3 branco cavalo · g3 branco torre · a2 branco peão · b2 branco peão · c2 branco peão · g2 branco peão · h2 branco peão · c1 branco bispo · f1 branco torre · g1 branco rei | a8 preto torre · d8 preto rainha · h8 preto rei · a7 preto peão · b7 preto cavalo · e7 preto bispo · f7 preto peão · g7 preto torre · h7 preto peão · e6 preto peão · f6 branco cavalo · g6 preto peão · c5 preto peão · e5 branco peão · f5 preto bispo · g5 branco rainha · d4 preto peão · f4 branco peão · f3 branco cavalo · g3 branco torre · a2 branco peão · b2 branco peão · c2 branco peão · g2 branco peão · h2 branco peão · c1 branco bispo · f1 branco torre · g1 branco rei | a8 preto torre · d8 preto rainha · h8 preto rei · a7 preto peão · b7 preto cavalo · e7 preto bispo · f7 preto peão · g7 preto torre · h7 preto peão · e6 preto peão · f6 branco cavalo · g6 preto peão · c5 preto peão · e5 branco peão · f5 preto bispo · g5 branco rainha · d4 preto peão · f4 branco peão · f3 branco cavalo · g3 branco torre · a2 branco peão · b2 branco peão · c2 branco peão · g2 branco peão · h2 branco peão · c1 branco bispo · f1 branco torre · g1 branco rei | a8 preto torre · d8 preto rainha · h8 preto rei · a7 preto peão · b7 preto cavalo · e7 preto bispo · f7 preto peão · g7 preto torre · h7 preto peão · e6 preto peão · f6 branco cavalo · g6 preto peão · c5 preto peão · e5 branco peão · f5 preto bispo · g5 branco rainha · d4 preto peão · f4 branco peão · f3 branco cavalo · g3 branco torre · a2 branco peão · b2 branco peão · c2 branco peão · g2 branco peão · h2 branco peão · c1 branco bispo · f1 branco torre · g1 branco rei | a8 preto torre · d8 preto rainha · h8 preto rei · a7 preto peão · b7 preto cavalo · e7 preto bispo · f7 preto peão · g7 preto torre · h7 preto peão · e6 preto peão · f6 branco cavalo · g6 preto peão · c5 preto peão · e5 branco peão · f5 preto bispo · g5 branco rainha · d4 preto peão · f4 branco peão · f3 branco cavalo · g3 branco torre · a2 branco peão · b2 branco peão · c2 branco peão · g2 branco peão · h2 branco peão · c1 branco bispo · f1 branco torre · g1 branco rei | a8 preto torre · d8 preto rainha · h8 preto rei · a7 preto peão · b7 preto cavalo · e7 preto bispo · f7 preto peão · g7 preto torre · h7 preto peão · e6 preto peão · f6 branco cavalo · g6 preto peão · c5 preto peão · e5 branco peão · f5 preto bispo · g5 branco rainha · d4 preto peão · f4 branco peão · f3 branco cavalo · g3 branco torre · a2 branco peão · b2 branco peão · c2 branco peão · g2 branco peão · h2 branco peão · c1 branco bispo · f1 branco torre · g1 branco rei | 4 |
| 3 | a8 preto torre · d8 preto rainha · h8 preto rei · a7 preto peão · b7 preto cavalo · e7 preto bispo · f7 preto peão · g7 preto torre · h7 preto peão · e6 preto peão · f6 branco cavalo · g6 preto peão · c5 preto peão · e5 branco peão · f5 preto bispo · g5 branco rainha · d4 preto peão · f4 branco peão · f3 branco cavalo · g3 branco torre · a2 branco peão · b2 branco peão · c2 branco peão · g2 branco peão · h2 branco peão · c1 branco bispo · f1 branco torre · g1 branco rei | a8 preto torre · d8 preto rainha · h8 preto rei · a7 preto peão · b7 preto cavalo · e7 preto bispo · f7 preto peão · g7 preto torre · h7 preto peão · e6 preto peão · f6 branco cavalo · g6 preto peão · c5 preto peão · e5 branco peão · f5 preto bispo · g5 branco rainha · d4 preto peão · f4 branco peão · f3 branco cavalo · g3 branco torre · a2 branco peão · b2 branco peão · c2 branco peão · g2 branco peão · h2 branco peão · c1 branco bispo · f1 branco torre · g1 branco rei | a8 preto torre · d8 preto rainha · h8 preto rei · a7 preto peão · b7 preto cavalo · e7 preto bispo · f7 preto peão · g7 preto torre · h7 preto peão · e6 preto peão · f6 branco cavalo · g6 preto peão · c5 preto peão · e5 branco peão · f5 preto bispo · g5 branco rainha · d4 preto peão · f4 branco peão · f3 branco cavalo · g3 branco torre · a2 branco peão · b2 branco peão · c2 branco peão · g2 branco peão · h2 branco peão · c1 branco bispo · f1 branco torre · g1 branco rei | a8 preto torre · d8 preto rainha · h8 preto rei · a7 preto peão · b7 preto cavalo · e7 preto bispo · f7 preto peão · g7 preto torre · h7 preto peão · e6 preto peão · f6 branco cavalo · g6 preto peão · c5 preto peão · e5 branco peão · f5 preto bispo · g5 branco rainha · d4 preto peão · f4 branco peão · f3 branco cavalo · g3 branco torre · a2 branco peão · b2 branco peão · c2 branco peão · g2 branco peão · h2 branco peão · c1 branco bispo · f1 branco torre · g1 branco rei | a8 preto torre · d8 preto rainha · h8 preto rei · a7 preto peão · b7 preto cavalo · e7 preto bispo · f7 preto peão · g7 preto torre · h7 preto peão · e6 preto peão · f6 branco cavalo · g6 preto peão · c5 preto peão · e5 branco peão · f5 preto bispo · g5 branco rainha · d4 preto peão · f4 branco peão · f3 branco cavalo · g3 branco torre · a2 branco peão · b2 branco peão · c2 branco peão · g2 branco peão · h2 branco peão · c1 branco bispo · f1 branco torre · g1 branco rei | a8 preto torre · d8 preto rainha · h8 preto rei · a7 preto peão · b7 preto cavalo · e7 preto bispo · f7 preto peão · g7 preto torre · h7 preto peão · e6 preto peão · f6 branco cavalo · g6 preto peão · c5 preto peão · e5 branco peão · f5 preto bispo · g5 branco rainha · d4 preto peão · f4 branco peão · f3 branco cavalo · g3 branco torre · a2 branco peão · b2 branco peão · c2 branco peão · g2 branco peão · h2 branco peão · c1 branco bispo · f1 branco torre · g1 branco rei | a8 preto torre · d8 preto rainha · h8 preto rei · a7 preto peão · b7 preto cavalo · e7 preto bispo · f7 preto peão · g7 preto torre · h7 preto peão · e6 preto peão · f6 branco cavalo · g6 preto peão · c5 preto peão · e5 branco peão · f5 preto bispo · g5 branco rainha · d4 preto peão · f4 branco peão · f3 branco cavalo · g3 branco torre · a2 branco peão · b2 branco peão · c2 branco peão · g2 branco peão · h2 branco peão · c1 branco bispo · f1 branco torre · g1 branco rei | a8 preto torre · d8 preto rainha · h8 preto rei · a7 preto peão · b7 preto cavalo · e7 preto bispo · f7 preto peão · g7 preto torre · h7 preto peão · e6 preto peão · f6 branco cavalo · g6 preto peão · c5 preto peão · e5 branco peão · f5 preto bispo · g5 branco rainha · d4 preto peão · f4 branco peão · f3 branco cavalo · g3 branco torre · a2 branco peão · b2 branco peão · c2 branco peão · g2 branco peão · h2 branco peão · c1 branco bispo · f1 branco torre · g1 branco rei | 3 |
| 2 | a8 preto torre · d8 preto rainha · h8 preto rei · a7 preto peão · b7 preto cavalo · e7 preto bispo · f7 preto peão · g7 preto torre · h7 preto peão · e6 preto peão · f6 branco cavalo · g6 preto peão · c5 preto peão · e5 branco peão · f5 preto bispo · g5 branco rainha · d4 preto peão · f4 branco peão · f3 branco cavalo · g3 branco torre · a2 branco peão · b2 branco peão · c2 branco peão · g2 branco peão · h2 branco peão · c1 branco bispo · f1 branco torre · g1 branco rei | a8 preto torre · d8 preto rainha · h8 preto rei · a7 preto peão · b7 preto cavalo · e7 preto bispo · f7 preto peão · g7 preto torre · h7 preto peão · e6 preto peão · f6 branco cavalo · g6 preto peão · c5 preto peão · e5 branco peão · f5 preto bispo · g5 branco rainha · d4 preto peão · f4 branco peão · f3 branco cavalo · g3 branco torre · a2 branco peão · b2 branco peão · c2 branco peão · g2 branco peão · h2 branco peão · c1 branco bispo · f1 branco torre · g1 branco rei | a8 preto torre · d8 preto rainha · h8 preto rei · a7 preto peão · b7 preto cavalo · e7 preto bispo · f7 preto peão · g7 preto torre · h7 preto peão · e6 preto peão · f6 branco cavalo · g6 preto peão · c5 preto peão · e5 branco peão · f5 preto bispo · g5 branco rainha · d4 preto peão · f4 branco peão · f3 branco cavalo · g3 branco torre · a2 branco peão · b2 branco peão · c2 branco peão · g2 branco peão · h2 branco peão · c1 branco bispo · f1 branco torre · g1 branco rei | a8 preto torre · d8 preto rainha · h8 preto rei · a7 preto peão · b7 preto cavalo · e7 preto bispo · f7 preto peão · g7 preto torre · h7 preto peão · e6 preto peão · f6 branco cavalo · g6 preto peão · c5 preto peão · e5 branco peão · f5 preto bispo · g5 branco rainha · d4 preto peão · f4 branco peão · f3 branco cavalo · g3 branco torre · a2 branco peão · b2 branco peão · c2 branco peão · g2 branco peão · h2 branco peão · c1 branco bispo · f1 branco torre · g1 branco rei | a8 preto torre · d8 preto rainha · h8 preto rei · a7 preto peão · b7 preto cavalo · e7 preto bispo · f7 preto peão · g7 preto torre · h7 preto peão · e6 preto peão · f6 branco cavalo · g6 preto peão · c5 preto peão · e5 branco peão · f5 preto bispo · g5 branco rainha · d4 preto peão · f4 branco peão · f3 branco cavalo · g3 branco torre · a2 branco peão · b2 branco peão · c2 branco peão · g2 branco peão · h2 branco peão · c1 branco bispo · f1 branco torre · g1 branco rei | a8 preto torre · d8 preto rainha · h8 preto rei · a7 preto peão · b7 preto cavalo · e7 preto bispo · f7 preto peão · g7 preto torre · h7 preto peão · e6 preto peão · f6 branco cavalo · g6 preto peão · c5 preto peão · e5 branco peão · f5 preto bispo · g5 branco rainha · d4 preto peão · f4 branco peão · f3 branco cavalo · g3 branco torre · a2 branco peão · b2 branco peão · c2 branco peão · g2 branco peão · h2 branco peão · c1 branco bispo · f1 branco torre · g1 branco rei | a8 preto torre · d8 preto rainha · h8 preto rei · a7 preto peão · b7 preto cavalo · e7 preto bispo · f7 preto peão · g7 preto torre · h7 preto peão · e6 preto peão · f6 branco cavalo · g6 preto peão · c5 preto peão · e5 branco peão · f5 preto bispo · g5 branco rainha · d4 preto peão · f4 branco peão · f3 branco cavalo · g3 branco torre · a2 branco peão · b2 branco peão · c2 branco peão · g2 branco peão · h2 branco peão · c1 branco bispo · f1 branco torre · g1 branco rei | a8 preto torre · d8 preto rainha · h8 preto rei · a7 preto peão · b7 preto cavalo · e7 preto bispo · f7 preto peão · g7 preto torre · h7 preto peão · e6 preto peão · f6 branco cavalo · g6 preto peão · c5 preto peão · e5 branco peão · f5 preto bispo · g5 branco rainha · d4 preto peão · f4 branco peão · f3 branco cavalo · g3 branco torre · a2 branco peão · b2 branco peão · c2 branco peão · g2 branco peão · h2 branco peão · c1 branco bispo · f1 branco torre · g1 branco rei | 2 |
| 1 | a8 preto torre · d8 preto rainha · h8 preto rei · a7 preto peão · b7 preto cavalo · e7 preto bispo · f7 preto peão · g7 preto torre · h7 preto peão · e6 preto peão · f6 branco cavalo · g6 preto peão · c5 preto peão · e5 branco peão · f5 preto bispo · g5 branco rainha · d4 preto peão · f4 branco peão · f3 branco cavalo · g3 branco torre · a2 branco peão · b2 branco peão · c2 branco peão · g2 branco peão · h2 branco peão · c1 branco bispo · f1 branco torre · g1 branco rei | a8 preto torre · d8 preto rainha · h8 preto rei · a7 preto peão · b7 preto cavalo · e7 preto bispo · f7 preto peão · g7 preto torre · h7 preto peão · e6 preto peão · f6 branco cavalo · g6 preto peão · c5 preto peão · e5 branco peão · f5 preto bispo · g5 branco rainha · d4 preto peão · f4 branco peão · f3 branco cavalo · g3 branco torre · a2 branco peão · b2 branco peão · c2 branco peão · g2 branco peão · h2 branco peão · c1 branco bispo · f1 branco torre · g1 branco rei | a8 preto torre · d8 preto rainha · h8 preto rei · a7 preto peão · b7 preto cavalo · e7 preto bispo · f7 preto peão · g7 preto torre · h7 preto peão · e6 preto peão · f6 branco cavalo · g6 preto peão · c5 preto peão · e5 branco peão · f5 preto bispo · g5 branco rainha · d4 preto peão · f4 branco peão · f3 branco cavalo · g3 branco torre · a2 branco peão · b2 branco peão · c2 branco peão · g2 branco peão · h2 branco peão · c1 branco bispo · f1 branco torre · g1 branco rei | a8 preto torre · d8 preto rainha · h8 preto rei · a7 preto peão · b7 preto cavalo · e7 preto bispo · f7 preto peão · g7 preto torre · h7 preto peão · e6 preto peão · f6 branco cavalo · g6 preto peão · c5 preto peão · e5 branco peão · f5 preto bispo · g5 branco rainha · d4 preto peão · f4 branco peão · f3 branco cavalo · g3 branco torre · a2 branco peão · b2 branco peão · c2 branco peão · g2 branco peão · h2 branco peão · c1 branco bispo · f1 branco torre · g1 branco rei | a8 preto torre · d8 preto rainha · h8 preto rei · a7 preto peão · b7 preto cavalo · e7 preto bispo · f7 preto peão · g7 preto torre · h7 preto peão · e6 preto peão · f6 branco cavalo · g6 preto peão · c5 preto peão · e5 branco peão · f5 preto bispo · g5 branco rainha · d4 preto peão · f4 branco peão · f3 branco cavalo · g3 branco torre · a2 branco peão · b2 branco peão · c2 branco peão · g2 branco peão · h2 branco peão · c1 branco bispo · f1 branco torre · g1 branco rei | a8 preto torre · d8 preto rainha · h8 preto rei · a7 preto peão · b7 preto cavalo · e7 preto bispo · f7 preto peão · g7 preto torre · h7 preto peão · e6 preto peão · f6 branco cavalo · g6 preto peão · c5 preto peão · e5 branco peão · f5 preto bispo · g5 branco rainha · d4 preto peão · f4 branco peão · f3 branco cavalo · g3 branco torre · a2 branco peão · b2 branco peão · c2 branco peão · g2 branco peão · h2 branco peão · c1 branco bispo · f1 branco torre · g1 branco rei | a8 preto torre · d8 preto rainha · h8 preto rei · a7 preto peão · b7 preto cavalo · e7 preto bispo · f7 preto peão · g7 preto torre · h7 preto peão · e6 preto peão · f6 branco cavalo · g6 preto peão · c5 preto peão · e5 branco peão · f5 preto bispo · g5 branco rainha · d4 preto peão · f4 branco peão · f3 branco cavalo · g3 branco torre · a2 branco peão · b2 branco peão · c2 branco peão · g2 branco peão · h2 branco peão · c1 branco bispo · f1 branco torre · g1 branco rei | a8 preto torre · d8 preto rainha · h8 preto rei · a7 preto peão · b7 preto cavalo · e7 preto bispo · f7 preto peão · g7 preto torre · h7 preto peão · e6 preto peão · f6 branco cavalo · g6 preto peão · c5 preto peão · e5 branco peão · f5 preto bispo · g5 branco rainha · d4 preto peão · f4 branco peão · f3 branco cavalo · g3 branco torre · a2 branco peão · b2 branco peão · c2 branco peão · g2 branco peão · h2 branco peão · c1 branco bispo · f1 branco torre · g1 branco rei | 1 |
|   | a | b | c | d | e | f | g | h |   |

O meio-jogo no xadrez refere-se à porção do jogo que ocorre imediatamente após a abertura, e continua até transicionar no final, esta geralmente começando quando damas são trocadas, embora se várias peças ainda permanecem no jogo pode-se dizer que o jogo é um “meio-jogo sem rainhas”. Durante o meio-jogo, os jogadores tentarão fortalecer suas posições e enfraquecer a do seu oponente, através do posicionamento cauteloso das peças para ataques e defesas preparadas.
A transição entre a abertura e o meio-jogo, e desta para o final, não é sempre certa. Em comparação com a abertura, ambos os jogadores geralmente terão completado o desenvolvimento da maioria das peças (com exceção do Rei), e a força destas peças torna o papel dos reis primariamente defensivo nesta fase. Fatores como o controle do centro são mais importantes no meio-jogo do que no final. Existem várias opiniões e critérios diferentes sobre quando o meio-jogo termina e o final começa.
A teoria do xadrez no meio-jogo é menos desenvolvido do que a das aberturas ou a de final de jogos. Visto que posições do meio-jogo variam significativamente de jogo a jogo, memorização de variações teoréticas não são possíveis da mesma maneira que são como na abertura. Além disso, o meio-jogo contém, no geral, peças demais para a análise teorética de posições, em comparação com o final.
A última etapa do meio-jogo é transição para o final. Visto que vários finais do xadrez envolvem a promoção de um peão, recomenda-se que trocas de peões sejam no meio-jogo sejam feitas com cuidado. Por exemplo, o campeão mundial Max Euwe considerou uma preponderância de peões no lado da rainha uma vantagem pois isto pode ser utilizado para criar um peão passado.